# Стерпара дел Пјано (Кампобасо)
Стерпара дел Пјано је насеље у Италији у округу Кампобасо, региону Молизе.
Према процени из 2011. у насељу је живело 75 становника. Насеље се налази на надморској висини од 898 м.